# Cung điện Tổng giám mục ở Olomouc
Cung điện Tổng giám mục ở Olomouc (tiếng Séc: Arcibiskupský palác v Olomouci) là một trong những cung điện nổi tiếng ở trung tâm lịch sử của thành phố Olomouc, vùng Moravia, Cộng hòa Séc. Cung điện từng là trụ sở văn phòng của Tổng giáo phận Olomouc, nhưng ngày nay các Tổng giám mục không còn công tác ở đây. Sau khi được tái thiết kỹ lưỡng, công trình này bắt đầu mở cửa cho công chúng tham quan từ năm 2011. Cung điện có tên trong danh sách những di tích văn hóa của Cộng hòa Séc.

## Lịch sử
- Cuối thế kỷ 16: Các Giám mục (Stanislav Thurzo, Jan Dubravius và Stanislav Pavlovský) hoàn thành việc xây dựng một cung điện thời Phục hưng. Cung điện trở thành Tòa Tổng giám mục thứ tư ở Olomouc.[1]
- Trong Chiến tranh Ba Mươi Năm và trận hỏa hoạn năm 1661: Cung điện bị tàn phá nghiêm trọng.
- Năm 1664: Giám mục Karl II von Liechtenstein-Kastelkorn trùng tu lại cung điện theo phong cách Baroque.[5]
- Sau trận hỏa hoạn năm 1904: Cung điện được trùng tu và xây dựng lại một phần dựa vào kiến nghị của Hồng y Bauer.[6]
- Cuối thế kỷ 20: Giáo hoàng Gioan Phaolô II từng viếng thăm cung điện này.[6]
- Năm 2011: Sau khi được tái thiết kỹ lưỡng, công trình này bắt đầu mở cửa cho công chúng tham quan.[2]

## Hình ảnh

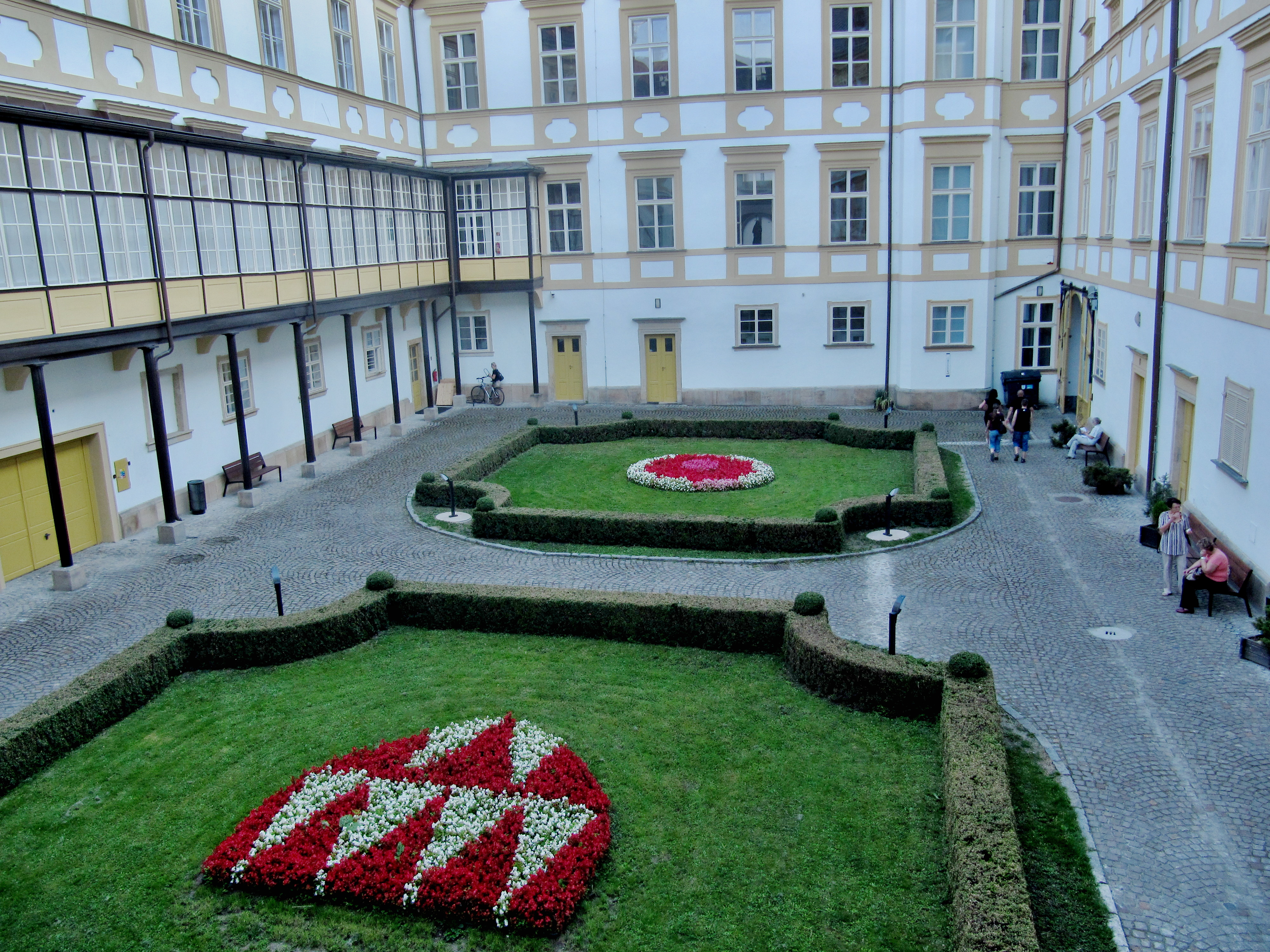
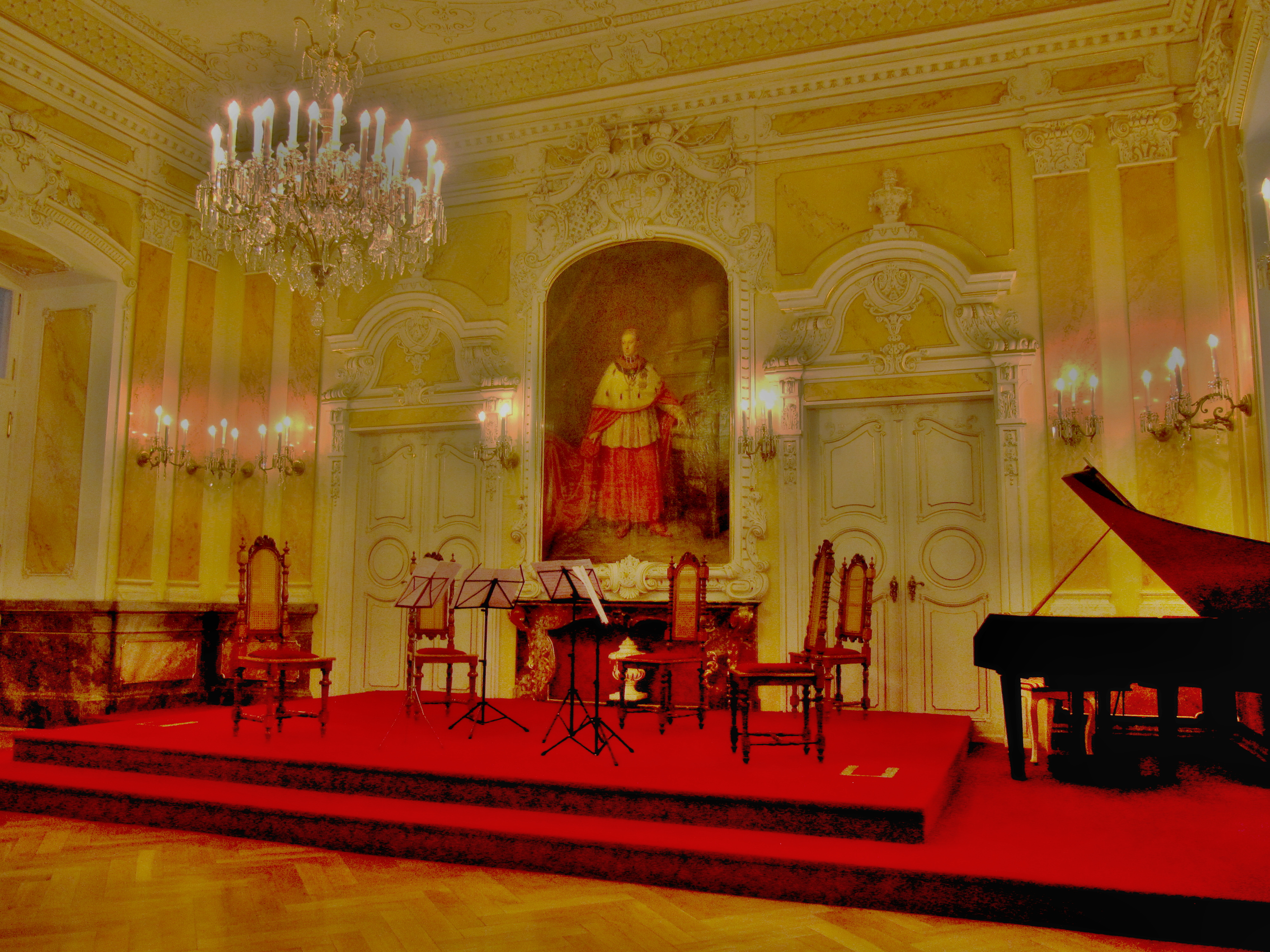
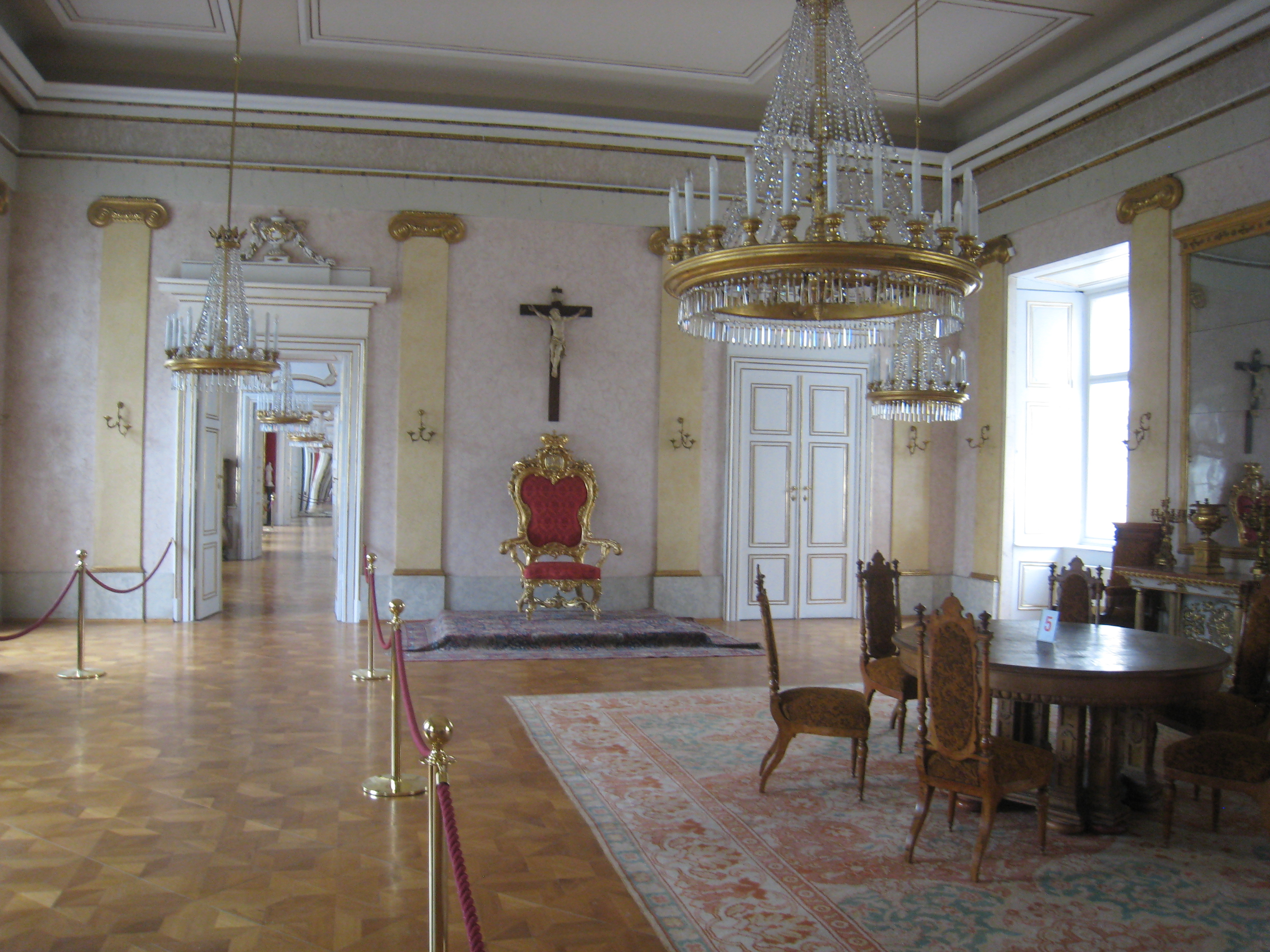